# Micropardalis aurella
Micropardalis aurella är en fjärilsart som beskrevs av Hudson 1918. Micropardalis aurella ingår i släktet Micropardalis och familjen käkmalar. Inga underarter finns listade i Catalogue of Life.

## Bildgalleri

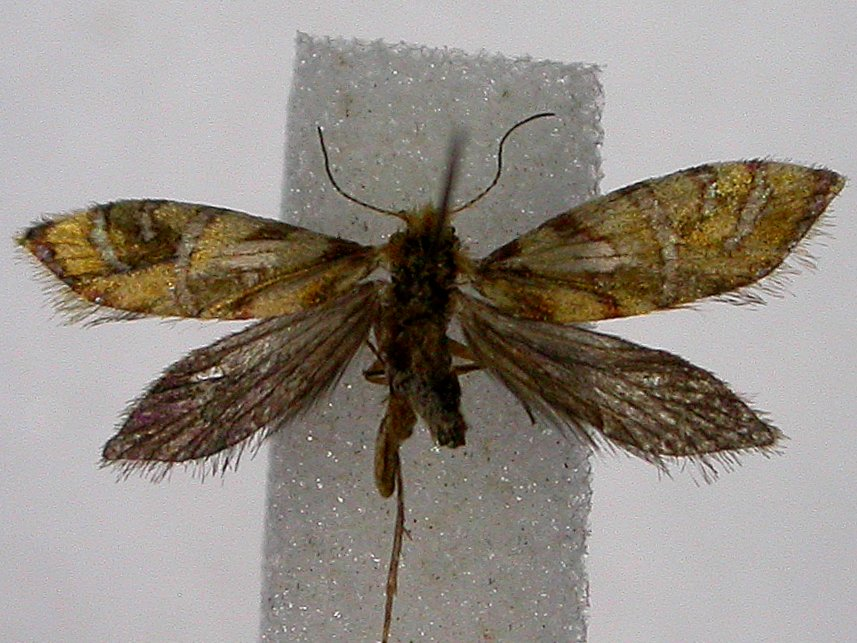